# クリスマス・プリンス: ロイヤル・ウェディング
『クリスマス・プリンス: ロイヤル・ウェディング』（原題:A Christmas Prince: The Royal Wedding）は2018年に配信されたアメリカ合衆国のロマンティック・コメディ映画である。監督はジョン・シュルツ、主演はローズ・マクアイヴァーとベン・ラムが務めた。本作は『クリスマス・プリンス』（2017年）の続編である。

## ストーリー
前作から1年後の世界。アンバーはリチャードと婚約状態にあり、ロイヤルファミリーとしての暮らしぶりをブログで発信していた。クリスマスの日、アンバーは父親のルディを連れてアルドヴィア王国に行き、そこで結婚式の準備をすることになった。
アンバーとリチャードの結婚式はアルドヴィア王国の厳格なしきたりに則って行われることになっていた。結婚式を取り仕切るミセス・アヴェリルとデザイナーのサーヒルはアンバーの意見を少しも容れようとしなかったため、アンバーは徐々に不満を募らせていた。その頃、リチャードは王国の経済を立て直すべく奔走していた。様々な政策を実行に移したが、失業率と低賃金は一向に改善される気配がなく、国民は怒りの声を上げ始めていた。事態を重く見たヘレナ皇太后はレオポルド卿（先代の王の政策立案に関与していた）に補佐を依頼した。ほどなくして、サイモンが王族への復帰を願い出てきた。前作でリチャードから王位を簒奪しようとしたサイモンだったが、その企てが失敗に終わったために恋人に捨てられ、生活苦にあえいでいたのである。リチャードは内心で「図々しい奴だ」と思ったが、やむなく王族への復帰を認めた。
リチャードが政務のことばかり考えるようになったため、アンバーとリチャードの関係がギクシャクし始めた。アンバーがしきたりに従おうとしないのもそれに拍車をかけた。しばらくして、政府の職員がストライキを決行したため、エミリー王女が出演する予定だった劇の上演がキャンセルになってしまった。アンバーは王宮でその劇を上演する手はずを整え、人々はその機転を高く評価した。アンバーの気分は少し良くなったかに見えたが、そんな折、ミセス・アヴェリルがアンバーのブログ記事の一部を勝手に削除するという一件が発生した。ミセス・アヴェリルは「当然のことをしたまで」と言わんばかりの態度を貫き、挙げ句の果てに、「写真撮影の際には、いつも着用しているペンダントを外すように」とまで言ってきた。亡き母の写真を収めたペンダントにまでケチを付けられ、アンバーはついに怒りを爆発させた。
アンバーの下に失業者から政府への不満を綴ったクリスマスカードが届いた。アンバーは「リチャードがあれほど努力しているのに、現状が悪化する一方なのはどこか不自然である」と考え、友人たちと一緒に国の経済データを精査することにした。その結果、経済政策に協力している企業のうち数社がアルドヴィアの労働者を搾取し、資金を国外に流出させていることが判明した。さらなる調査に乗り出そうとした矢先、アンバーはパパラッチに奇襲された。そんなアンバーを助けたのは思いもよらぬ人物であった。

## キャスト
- ローズ・マクアイヴァー - アンバー女王（吹替：うえだ星子）
- ベン・ラム - リチャード王（吹替：福田賢二）
- アリス・クリーグ - ヘレナ皇太后（吹替：一城みゆ希）
- オナー・ニーフシー - エミリー王女（吹替：種市桃子）
- サラ・ダグラス - ミセス・アヴェリル（吹替：はやみけい）
- テオ・デヴァニー - サイモン（吹替：阪口周平）
- ジョン・グエラシオ - アール・ルディ（吹替：楠見尚己）
- アンディ・ルーカス - ミスター・ザバラ（吹替：中博史）
- サイモン・ダットン - レオポルド卿（吹替：仲野裕）
- カタリーナ・キャス - イヴァナ料理長（吹替：志田有彩）
- リチャード・アシュトン - ミスター・リトル
- ラージ・バジャージ - サヒール（吹替：烏丸祐一）
- タヒラ・シャリフ - メリッサ（吹替：種市桃子）
- ジョエル・マクヴァー - アンディ（吹替：岩城泰司）
- ビリー・エンジェル - トム・クィル
- トム・ナイト - デンジル首相
- クラウディウ・トランダフィール - ドランカード
- デヴィッド・ブロートン・デイヴィス - アーネスト・メイソン
- ラズヴァン・ゲオルギュー - 牧師

## 製作・マーケティング
2018年5月19日、Netflixが『クリスマス・プリンス』の続編を秋以降に配信すると発表した。同月、本作の主要撮影がルーマニアで始まった。11月15日、本作のオフィシャル・トレイラーが公開された。

## 評価・続編
本作に対する批評家の評価は平凡なものに留まっている。映画批評集積サイトのRotten Tomatoesには16件のレビューがあり、批評家支持率は50%、平均点は10点満点で5点となっている。
2019年5月11日、Netflixが本作の続編『クリスマス・プリンス: ロイヤルベイビー』の製作を進めていると発表した。同作は12月5日に配信された。